# 再婚禁止期間訴訟
再婚禁止期間訴訟（さいこんきんしきかんそしょう）とは日本の民法733条の定める「女性は離婚又は前婚の取消しから6ヶ月を経た後でなければ再婚できない」との規定（再婚禁止期間）が日本国憲法に反するとして国家賠償を求めた民事訴訟。2015年（平成27年）12月16日、最高裁判所は原告の訴えの一部を認める違憲判決を下した。

## 概要
2011年（平成23年）に、岡山県に住む女性が「民法の再婚禁止期間があるため、結婚が遅れ精神的苦痛を受けた」として、日本国政府（法務省）に165万円の損害賠償を求めて提訴した。女性は前夫の家庭内暴力が原因で、2008年（平成20年）に離婚したが、後夫との再婚は離婚届から6ヶ月後まで待たざるを得なかった。
2012年（平成24年）10月、岡山地方裁判所判決は「立法の趣旨には合理性がある」として原告側の請求を退け、2013年（平成25年）4月、広島高等裁判所岡山支部判決も同判断を支持した。
2015年（平成27年）12月16日、最高裁判所大法廷は「100日を超えて女性の再婚禁止期間を設ける部分は、2008年当時において、憲法14条1項、24条2項に違反するに至っていた」として、100日以内の再婚禁止規定は合憲であると認めながら、100日を超える部分については違憲とした。
国家賠償請求については「合理的な理由なく制約するものとして明白であるにもかかわらず、正当な理由なく長期にわたってその改廃等の立法措置を怠る場合などにおいては、立法の不作為は国家賠償法1条1項の規定の適用上違法の評価を受けることがあるというべき」とし、現状の民法規定については「合理性を欠くに至ったのが医療や科学技術の発達及び社会状況の変化等によるものであること、平成7年（1995年）には国会が同条を改廃しなかったことにつき、直ちにその立法不作為が違法となる例外的な場合に当たると解する余地のないことは明らかであるとの最高裁判所第三小法廷の判断が示されたこと、その後も違憲の問題が生ずるとの司法判断がされてこなかったことなど判示の事情の下では、上記部分が違憲であることが国会にとって明白であったということは困難であり、国家賠償法第1条1項の適用上違法の評価を受けるものではない」として、請求を棄却した。
民法が100日を超えて女性の再婚禁止期間を規定していることは、15人全員一致で違憲判決とした。裁判官鬼丸かおるは、100日以内も含めて全期間が違憲との考えを示す個別意見を、裁判官山浦善樹は、立法の不作為による国家賠償を認めて、原審を破棄して差し戻す反対意見をそれぞれ表明した。
法務大臣岩城光英は最高裁判決を受け、離婚届から100日を過ぎていれば婚姻届を認めると、平成27年12月16日に市区町村に通知した。また、女性の再婚禁止期間を離婚後100日とし、離婚時に妊娠していなかったり、離婚後に出産したりしている場合には、すぐに再婚できる民法改正法が2016年（平成28年）6月1日に国会で成立した。
2024年（令和6年）4月1日施行の改正民法にて、再婚禁止期間が撤廃された。

## 過去の判例
過去にも、広島県の女性が再婚禁止期間の違憲を訴えた訴訟を起こしていたが、1995年（平成7年）12月5日に最高裁判所は、日本国憲法に合憲か違憲かの判断を示さないまま、原告側の主張を退けている。